# ISO 9660
ISO 9660 je standard popisující způsob uložení souborů na CD nebo DVD. Rovněž se tak nazývá souborový systém, který vznikne uložením souborů podle této normy (přesněji, nazývá se iso9660). Od většiny ostatních souborových systémů se liší tím, že do něj nelze přidávat soubory – musí se vytvořit rovnou se všemi soubory, co v něm jsou. Vzhledem k tomu, že na CD-R lze zapisovat jen jednou a CD-RW má omezený počet přepisů, nevadí to.
Pro DVD-RAM, které lze už přepisovat dostatečně často, lze kromě ISO 9660 použít i souborový systém UDF, který přidávání umožňuje a je pro specifika DVD-RAM optimalizován; případně jakýkoli jiný souborový systém určený pro pevné disky (FAT, Ext2/3, XFS, …).
Původní ISO 9660 má mnoho omezení, například délka jména souboru je omezena na 31 znaků. Oficiálně těmito znaky mohou být pouze velká písmena, číslice a podtržítko; většina operačních systémů ovšem přečte téměř komplet ASCII.
Windows implementují rozšíření zvané Joliet, umožňující delší jména v Unicode. Linux kromě podpory Joliet podporuje také složitější rozšíření zvané Rock Ridge, případně HFS. Tato rozšíření kromě delších jmen souborů podporují i práva, symbolické linky a další speciální typy souborů (zařízení, socket, pipe). V jednom souborovém systému může být více těchto rozšíření současně (soubory jsou pochopitelně sdíleny), operační systém si může zvolit dle svých možností, které z nich použije. Navíc každé rozšíření může obsahovat jiné odkazy na původní názvy v ISO 9660. Tímto jednoduchým trikem je možné skrýt soubory, které jsou pro daný operační systém nepodstatné nebo nežádoucí.
Dalším rozšířením je El Torito, které umožňuje z CD bootovat.